# Bărăști (gmina Colonești)
Bărăști – wieś w Rumunii, w okręgu Aluta, w gminie Colonești. W 2011 roku liczyła 256 mieszkańców.